# Lacombe (Louisiana)
Lacombe és una població dels Estats Units a l'estat de Louisiana. Segons el cens del 2000 tenia 7.518 habitants.

## Demografia
Segons el cens del 2000, Lacombe tenia 7.518 habitants, 2.757 habitatges, i 2.059 famílies. La densitat de població era de 108,6 habitants/km².
Dels 2.757 habitatges en un 33% hi vivien nens de menys de 18 anys, en un 56% hi vivien parelles casades, en un 13,7% dones solteres, i en un 25,3% no eren unitats familiars. En el 20,1% dels habitatges hi vivien persones soles el 6,5% de les quals corresponia a persones de 65 anys o més que vivien soles. El nombre mitjà de persones vivint en cada habitatge era de 2,69 i el nombre mitjà de persones que vivien en cada família era de 3,09.
Per edats la població es repartia de la següent manera: un 25,8% tenia menys de 18 anys, un 7,9% entre 18 i 24, un 26,9% entre 25 i 44, un 27,3% de 45 a 60 i un 12,1% 65 anys o més.
L'edat mediana era de 39 anys. Per cada 100 dones de 18 o més anys hi havia 90,8 homes.
La renda mediana per habitatge era de 37.782 $ i la renda mediana per família de 45.465 $. Els homes tenien una renda mediana de 37.580 $ mentre que les dones 21.869 $. La renda per capita de la població era de 18.642 $. Entorn del 8,9% de les famílies i l'11,7% de la població estaven per davall del llindar de pobresa.

## Poblacions més properes
El següent diagrama mostra les poblacions més properes.